# FC Sète 34
FC Sète 34 là tên hiện tại của một câu lạc bộ bóng đá Pháp có trụ sở tại Sète và được thành lập vào năm 1901 với tên Olympique de Cette. Câu lạc bộ đã hai lần vô địch giải đấu Pháp (năm 1934 và 1939) và cúp Pháp cũng hai lần (1930 và 1934). Năm 1934, họ trở thành câu lạc bộ đầu tiên giành chức vô địch Pháp và cú ăn hai. Vào thời điểm đó, họ đang sử dụng Sân vận động Georges-Bayrou. Cho đến năm 1960, câu lạc bộ đã đóng một vai trò lớn trong giải vô địch bóng đá Pháp, nhưng do vấn đề tài chính, nó buộc phải từ bỏ vị thế chuyên nghiệp. Từ những năm 1970 đến 2005, câu lạc bộ đã chơi ở cấp bán chuyên, trước khi tiếp cận Ligue 2 trong một mùa giải sau khi kết thúc ở hạng 3 của Championnat National.
Câu lạc bộ hiện đang chơi ở Championnat National 2, cấp độ thứ tư của bóng đá Pháp, và chơi các trận đấu của mình tại Stade Louis Michel trong thị trấn.

## Lịch sử
Câu lạc bộ được thành lập vào năm 1901 với tên Olympique de Cette. Nó ngừng hoạt động do cuộc chiến năm 1914, khởi động lại với tên FC de Cette. Câu lạc bộ là nhà vô địch của Ligue du Sud-Est trong bảy năm liên tiếp kể từ khi bắt đầu cuộc thi năm 1920 cho đến năm 1926. Năm 1928, tên của thị trấn đã đổi từ Cette thành Sète và câu lạc bộ bóng đá được đổi tên thành FC Sète. Câu lạc bộ lọt vào trận chung kết Coupe de France liên tiếp vào năm 1929 và 1930, thua 2-0 trước SO Montpellier trong lần đầu tiên trước khi giành cúp trước Racing Club de France 3-1 sau hiệp phụ.
Năm 1932, câu lạc bộ là thành viên sáng lập của Giải hạng 1 chuyên nghiệp. Họ đã hoàn thành vị trí thứ 4 trong mùa. Mùa tiếp theo họ chién thắng Giải hạng 1 và cú ăn hai, trở thành câu lạc bộ đầu tiên làm như vậy. Họ đã giành được danh hiệu Division 1 thứ hai vào năm 1939, lần cuối cùng cuộc thi được diễn ra trước Thế chiến II.
Sau chiến tranh, câu lạc bộ đã không lấy lại được phong độ trước đó, hoàn thành không cao hơn vị trí thứ 10 ở Giải hạng 1, trước khi xuống hạng năm 1954. Sau sáu năm ở Giải hạng 2, câu lạc bộ đã từ bỏ vị thế chuyên nghiệp và cải tổ thành một đội nghiệp dư ở cấp hai của giải đấu khu vực (hạng bảy của cấu trúc giải đấu Pháp).
Câu lạc bộ đã dành sáu năm trong cùng một giải đấu khu vực trước khi có được ba lần thăng hạng trong bốn năm để trở lại Giải hạng 2 quốc gia cho mùa 1970-71. Sáu mùa giải tiếp theo sau khi xuống hạng 3 vào năm 1977. Câu lạc bộ trở lại Giải hạng 2 với tư cách là nhà vô địch của nhóm phía Nam của Giải hạng 3 năm 1983 và trải qua sáu mùa giải ở cấp độ đó.
Vào cuối mùa giải 1988-89, FC Sète đã xuống hạng về mặt hành chính vì lý do tài chính sau khi kết thúc thứ 15 ở bảng B. Câu lạc bộ được chính thức đổi tên thành FC de Sète 34, khởi động lại ở Giải hạng 3 và chuyển đến sân vận động hiện tại Stade Louis Michel. Họ vẫn ở cấp độ thứ ba của bóng đá Pháp cho đến năm 1997, khi một lần xuống hạng hành chính thứ hai đã thả họ xuống cấp độ thứ tư, bây giờ được đặt tên là Championnat de France Amateur. Sau bốn mùa ở cấp độ này, họ đã thăng hạng trở lại Championnat National vào năm 2001, với tư cách là nhà vô địch của nhóm B. Năm 2005, kết thúc ở vị trí thứ 3 là đủ để thăng hạng Ligue 2, nhưng câu lạc bộ chỉ chơi một mùa ở cấp độ này trước khi trở lại Championnat National vào cuối mùa giải 2005-06.
Một sự xuống hạng hành chính thứ ba, một lần nữa vì lý do tài chính, tiếp theo vào năm 2009, và câu lạc bộ đã cải tổ vào mùa giải 2009-10 trong Division d'Honneur của giải đấu khu vực Languedoc-Roussillon (tầng 6). Vào năm 2012, họ đã được thăng hạng Championnat de France Amateur 2 với tư cách là nhà vô địch của Division d'Honneur và năm 2014 họ đã thăng hạng cho Championnat de France Amateur, bây giờ được gọi là Championnat National 2.

## Danh dự
- Vô địch Pháp (cấp cao nhất): 1934, 1939
- Chiến thắng Cup Pháp: 1930, 1934
- Chung kết Coupe de France: 1923, 1924, 1929, 1942
- Nhà vô địch của Division d'Honneur Sud-Est: 1920, 1921, 1922, 1923, 1924, 1925, 1926, 1968.
- Nhà vô địch của USFSA Languedoc: 1907, 1909, 1910, 1911, 1912, 1913, 1914.
- Nhà vô địch của Division d'Honneur Languedoc-Roussillon: 2012
- Nhà vô địch CFA2 bảng G: 2014
- Nhà vô địch CFA bảng B: 2001
- Đội vô địch giải hạng 3 nhóm Nam: 1983